# Strada statale 261 Subequana
La ex strada statale 261 Subequana (SS 261), ora strada regionale 261 Subequana (SR 261), è una strada regionale italiana che attraversa la valle dell'Aterno collegando la conca aquilana con la valle Subequana.

## Percorso
La strada ha origine dalla strada statale 17 dell'Appennino Abruzzese e Appulo Sannitico nei pressi di San Gregorio, frazione dell'Aquila, al margine sud-orientale della conca aquilana. Il suo percorso costeggia, fin dall'inizio, il corso dell'Aterno, attraversando i vari borghi che rimangono sulla sponda sinistra del fiume: vengono attraversati, in successione, i territori di San Demetrio ne' Vestini, Fagnano Alto (località di Vallecupa, Corbellino e Colle), Fontecchio, Tione degli Abruzzi (località di Santa Maria del Ponte), Acciano (località di Succiano, Beffi, Roccapreturo, oltre al capoluogo) e Molina Aterno. Una volta entrati nella valle Subequana, il tracciato termina innestandosi sulla strada statale 5 Via Tiburtina Valeria nei pressi della stazione di Molina-Castelvecchio Subequo.
In seguito al decreto legislativo n. 112 del 1998, dal 2001 la gestione è passata dall'ANAS alla Regione Abruzzo che ha provveduto al trasferimento dell'infrastruttura al demanio della Provincia dell'Aquila.